# North Westport
North Westport es un lugar designado por el censo ubicado en el condado de Bristol en el estado estadounidense de Massachusetts. En el Censo de 2010 tenía una población de 4.571 habitantes y una densidad poblacional de 287,67 personas por km².

## Geografía
North Westport se encuentra ubicado en las coordenadas 41°40′25″N 71°6′40″O / 41.67361, -71.11111. Según la Oficina del Censo de los Estados Unidos, North Westport tiene una superficie total de 15.89 km², de la cual 13.36 km² corresponden a tierra firme y (15.91%) 2.53 km² es agua.

## Demografía
Según el censo de 2010, había 4.571 personas residiendo en North Westport. La densidad de población era de 287,67 hab./km². De los 4.571 habitantes, North Westport estaba compuesto por el 97.7% blancos, el 0.31% eran afroamericanos, el 0% eran amerindios, el 0.7% eran asiáticos, el 0% eran isleños del Pacífico, el 0.42% eran de otras razas y el 0.88% pertenecían a dos o más razas. Del total de la población el 0.96% eran hispanos o latinos de cualquier raza.